# 大道寺小三郎
大道寺 小三郎（だいどうじ こさぶろう、1925年（大正14年）5月1日 - 2005年（平成17年）7月21日）は、日本の銀行家、実業家。みちのく銀行頭取を務めた。

## 来歴・人物
北海道静内郡静内町（現・日高郡新ひだか町）出身。医家に生まれ、父・小市は函館市に診療所を開設。のちに病床を20以上備えた函館一の規模を誇る病院となった。
旧制函館中学、旧制弘前高校を経て東北大学法学部を卒業する。弘前高校時代の同期には鈴木清順（映画監督）、一期下にはその弟の鈴木健二（NHKアナウンサー）もいた。
大学卒業当初は、弁護士を目指して司法試験に6度挑戦したとされるが、突破できなかったため、渋々ながら齢32にして当時の弘前相互銀行に入行。不良債権処理に奔走したほか、新商品の企画にも携わった。また弘前高校時代における身元引受人で仲人でもあった唐牛敏世頭取の側近として、青和銀行との合併にあたっては、大蔵省、与党政治家との折衝を重ねた。
1986年、葛西清美頭取の後任として昇格する。トップ在任時は、ロシアに積極的に進出するなど他行とは一線を画した経営手腕は高い評価を得てカリスマバンカーと呼ばれ、「家庭の銀行」をキャッチフレーズに掲げ、個人預金をたくさん集め、住宅ローンも積極的にやった。その結果、預金残高は、1990年から2004年までで、1.5倍伸び、個人預金に占める割合は55.9%（90年）から、76.4%（04年）に伸びている。預金量などで常に上をいく青森銀行も急成長するみちのく銀行に「瞬間風速では、負けていたはずだ」（青森銀行関係者）と話す。県を始めとする地方自治体、老舗企業のほとんどがすでに先行の青森銀行に押えられていた。みちのく銀行が、リテール戦略を展開するのは必然的な流れでもあった。

### ワンマン経営者として
「俺は9年間で50億円もうけた」。2003年の青森アジア大会冬季大会の寄付問題では県に苦言を呈するなど、歯に衣着せぬ発言で知られた。「うちには頭取候補がたくさんいる」と客の前でよく口にし、のちに頭取として復帰した杉本康雄常務や、頭取候補にも挙げられた図司俊之専務ら、大道寺の逆鱗に触れれば、役員でも格下げされる人事はたびたび見られた。
2004年から体調を崩し、表に出ることもなかった。4月、赤字決算の責任を取り、原田和夫頭取が辞意を示してからの後任探しは難航。5月末の役員会で原田頭取が次期頭取候補の名前を示すとともに、一連の不祥事の責任を取り、取締役全員に辞表を出すよう切り出すも、「頭取は私たちにこれまで何も相談もしてこなかった。あまりにも突然ではないか」「辞表を書けと言われても、あすからどうすればいいのか」。と紛糾した。大道寺が元気だった頃は、物を言う役員もおらず、役員会は紛糾することはほとんどなかった。すでに辞意を示している原田頭取に混乱を収める力はなかった。話し合いは夜まで続いたが、流会となった。
成城大学法学部卒業後、三井物産本社、三井物産（香港）勤務を経て、地方放送局にてラジオ番組ディレクターとして勤務していた長女を、みちのく銀行が1999年に「北日本財務（香港）有限公司」を設立したとき、香港勤務の経験を買って同現地法人に採用した。しかし、長女は「慢性骨髄性白血病」の父を看病するため、2005年5月に退職している。
2005年7月21日、心不全のため青森市内の病院で死去。80歳没。8月25日、みちのく銀行の主催によってホテル青森で開かれたお別れの会には、三村申吾知事、県選出の国会議員、県内の市町村長など約2000人が参列。故人をしのんだ。記者会見で杉本頭取は「大道寺さんは、涙もろいところがあった。公務員の給与振り込み（件数）で予想以上のよい結果が出て、懇親会の席上、行員の前で涙を流していたことを覚えている」と思い出を語った。

### 地域貢献
大道寺は、一貫して地域貢献に情熱を傾け、青森県民駅伝競走大会や、日本フィルハーモニー交響楽団演奏会など多くのスポーツや文化活動を支援したほか、自らが提唱者として設立したみちのく文化財団では、傘下施設としてみちのく北方漁船博物館（現・あおもり北のまほろば歴史館）、みちのく歴史人物資料館（2014年閉館）を開館させた。博物館には自身が趣味として収集した船舶関連の資料を収蔵させ、その成果のひとつとして北前船の復元に着手し、2005年にはみちのく丸の完工と相成った（2014年に野辺地町に無償譲渡）。また、資料館には青森県ゆかりの人物のほか、唐牛をはじめ、みちのく銀行関係者についての資料も収蔵させた。それ以外にも行員の提案により、1997年度には本店屋上に風力発電装置を設置し、フォード社のクラシックカーを購入した。

## 略歴
- 北海道庁立函館中学校（現・北海道函館中部高等学校）卒業。
- 弘前高等学校卒業。
- 1952年（昭和27年） - 東北大学法学部卒業[4]。
- 1958年（昭和33年） - 弘前相互銀行入行[4]。
  - 以降、管理、貯蓄推進、業務各部長を歴任[4]。
- 1973年（昭和48年） - 取締役管理部長委嘱[4]。
- 1974年（昭和49年） - 取締役東京支店長兼東京事務所長委嘱[4]。
- 1976年（昭和51年） - みちのく銀行取締役融資部長委嘱[4]。
- 1979年（昭和54年） - 同常務取締役企画調整部長委嘱[4]。
- 1982年（昭和57年） - 同代表取締役専務[4]。
- 1984年（昭和59年） - 同代表取締役副頭取[4]。
- 1986年（昭和61年） - 同代表取締役頭取[4]。
- 1997年（平成9年） - 同代表取締役会長[5]。
- 2005年（平成17年） - 死去[5]。

## 関連書籍
- 畠山隆一 編『大道寺小三郎氏追悼青森経済同友会十二周年記念誌 青森県の夢を追い求めて 大道寺小三郎氏との十二年［1］記録編』青森経済同友会、2006年7月。
- 畠山隆一 編『大道寺小三郎氏追悼青森経済同友会十二周年記念誌  浪漫と波風の航海を終えて 大道寺小三郎氏への追想［2］思い出編』青森経済同友会、2006年7月。

### 注
1. ↑  みちのく銀行は邦銀初のロシア進出（みちのく銀行モスクワ）を遂げているが、長女の広報部長時代に、同行の特集記事がウォールストリートジャーナル（WSJ）に掲載され世界に発信された。（2004年11月11日付けＷＳＪ U.S.A EDITION）